# Dixons Faktorisierungsmethode
Dixons Faktorisierungsmethode, auch Dixons Zufallsquadrate-Methode, ist ein Faktorisierungsverfahren, d. h. ein Algorithmus zur Berechnung der Primfaktorzerlegung einer gegebenen zusammengesetzten natürlichen Zahl.
Die Methode wurde vom Mathematiker John D. Dixon an der Carleton University entwickelt und im Jahr 1981 publiziert. Der Zweck war die theoretische Untersuchung von Faktorbasis-Verfahren und nicht die praktische Anwendung, denn es gab zu dieser Zeit bereits die Kettenbruchmethode als effizienteren Vertreter dieser Klasse von Faktorisierungsverfahren.

## Funktionsprinzip
Sei {\displaystyle N} die zu faktorisierende Zahl. Die Methode von Dixon beruht darauf, eine Kongruenz von Quadratzahlen
| {\displaystyle x^{2}\equiv y^{2}{\pmod {N}}} | ( 1) |  |

| {\displaystyle {\text{mit}}\;\;x\not \equiv y,\,x\not \equiv -y{\pmod {N}}} | ( 2) |  |

zu ermitteln. Dann sind die größten gemeinsamen Teiler {\displaystyle \operatorname {ggT} (x+y,N)} und {\displaystyle \operatorname {ggT} (x-y,N)} echte Teiler von {\displaystyle N}. Wegen (1) ist {\displaystyle N} Teiler von {\displaystyle x^{2}-y^{2}=(x+y)(x-y)}, aber wegen (2) weder von {\displaystyle x+y} noch von {\displaystyle x-y}, sodass sich die Primfaktoren von {\displaystyle N} auf {\displaystyle x+y} und {\displaystyle x-y} aufteilen.
Es wäre ineffizient, nach einer Kongruenz (1) direkt zu suchen. Stattdessen wählt man zunächst eine Faktorbasis, die aus allen Primzahlen {\displaystyle p_{1}=2} bis {\displaystyle p_{k}} besteht. Dann bestimmt man Kongruenzen
| {\displaystyle x_{i}^{2}\equiv a_{i}{\pmod {N}},} | ( 3) |  |

deren {\displaystyle a_{i}} keinen Primfaktor größer als {\displaystyle p_{k}} enthalten. Man nennt solche Zahlen {\displaystyle p_{k}}-glatt. Anschließend multipliziert man eine geeignete nichtleere Auswahl {\displaystyle M}, um eine Kongruenz von Quadraten zu erhalten (denn es gilt {\displaystyle a\equiv b,c\equiv d\,\Rightarrow \,ac\equiv bd}):
| {\displaystyle x^{2}=\prod _{i\in M}x_{i}^{2}\,\equiv \,y^{2}=\prod _{i\in M}a_{i}{\pmod {N}}} | ( 4) |  |

Indem man sich auf {\displaystyle p_{k}}-glatte {\displaystyle a_{i}} beschränkt, braucht man nur eine überschaubare Anzahl von Kongruenzen (3), nämlich etwa {\displaystyle k}, damit eine Auswahl {\displaystyle M} von {\displaystyle a_{i}} existiert, deren Produkt eine Quadratzahl ist. Außerdem sind dadurch die {\displaystyle a_{i}} genügend schnell faktorisierbar, z. B. durch Probedivision. Ist deren Primfaktorzerlegung
{\displaystyle a_{i}=\prod _{j=1}^{k}p_{j}^{e_{ij}}}
bekannt, kann man eine Auswahl {\displaystyle M} effizient bestimmen. Damit das Produkt der gewählten {\displaystyle a_{i}} ein Quadrat ist, muss die Vielfachheit jedes Primfaktors gerade sein. Man verwendet dafür Methoden der linearen Algebra modulo 2 auf der Matrix der Vielfachheiten {\displaystyle (e_{ij})}.
Man kann zeigen: Wenn {\displaystyle N} mindestens zwei verschiedene Primfaktoren enthält, also keine Potenz einer Primzahl ist, dann erfüllt mindestens die Hälfte der Kongruenzen von Quadratzahlen {\displaystyle x^{2}\equiv y^{2}{\pmod {N}}} mit {\displaystyle x,y} teilerfremd zu {\displaystyle N} die Bedingung {\displaystyle x\not \equiv \pm y{\pmod {N}}}.

## Vorgehen
Man wählt eine Zahl {\displaystyle k} und bestimmt die Faktorbasis {\displaystyle \{2,3,5,\dotsc ,p_{k}\}} mit den {\displaystyle k} kleinsten Primzahlen. Es wird empfohlen, die Primzahlen bis zu einer Schranke in der Größenordnung von {\displaystyle p_{k}\approx \exp \left({\tfrac {1}{2}}{\sqrt {\ln N\ln \ln N}}\right)} in die Faktorbasis aufzunehmen.
Dann erzeugt man {\displaystyle x_{i}} im Bereich {\displaystyle \left\lceil {\sqrt {N}}\right\rceil \leq x_{i}<N} und versucht, {\displaystyle a_{i}=x_{i}^{2}{\bmod {N}}} zu faktorisieren. Dixons Methode sieht vor, dass (Pseudo-)Zufallszahlen als {\displaystyle x_{i}} verwendet werden, aber das ist nicht zwingend; man kann z. B. auch die Glieder einer regelmäßigen Folge wie etwa {\displaystyle x_{i+1}=x_{i}+1} nehmen.
Die Paare {\displaystyle (x_{i},a_{i})} mit {\displaystyle p_{k}}-glatten {\displaystyle a_{i}} werden aufbewahrt, zusammen mit der Faktorisierung der {\displaystyle a_{i}} in Form der Vielfachheiten {\displaystyle e_{ij}}. Wenn man eine ausreichend erscheinende Anzahl davon zur Verfügung hat (am besten ein wenig mehr als {\displaystyle k}), versucht man eine Auswahl {\displaystyle M} dieser Paare zu bestimmen, die miteinander multipliziert eine Kongruenz von Quadratzahlen entsprechend (4) ergeben.
Das kann z. B. mit der Gauß-Elimination geschehen: Man bildet eine binäre Matrix, die für jedes der gefundenen Paare {\displaystyle (x_{i},a_{i})} eine Zeile und für jeden Faktor der Faktorbasis eine Spalte enthält. In einem Matrixelement ist eine 1 eingetragen, wenn der betreffende Faktor mit ungerader Vielfachheit in dem {\displaystyle a_{i}} dieser Zeile enthalten ist, und ansonsten eine 0. Man bringt die Matrix mit den Operationen „Spalten vertauschen“ und „eine Spalte zu einer anderen modulo 2 addieren (also XOR-Verknüpfen)“ in eine Dreiecksform, an der man ablesen kann, welche (nicht leere) Auswahl der Zeilen den Nullvektor ergibt. Dann enthält das Produkt der {\displaystyle a_{i}} dieser Zeilen jeden Faktor mit gerader Vielfachheit und ist ein Quadrat.
Hat man eine solche Auswahl gefunden, berechnet man
{\displaystyle x=\prod _{i\in M}x_{i}{\bmod {N}};\quad y={\sqrt {\prod _{i\in M}a_{i}}}{\bmod {N}}=\prod _{j=1}^{k}p_{j}^{{\tfrac {1}{2}}\sum _{i\in M}e_{ij}}{\bmod {N}}}
und anschließend {\displaystyle \operatorname {ggT} (x-y,N)} oder {\displaystyle \operatorname {ggT} (x+y,N)}. Wenn dies keinen echten Teiler von {\displaystyle N} liefert, dann ist offenbar {\displaystyle x\equiv \pm y{\pmod {N}}} und man muss eine andere Kombination der {\displaystyle (x_{i},a_{i})} probieren, ggfs. muss man weitere solcher Paare sammeln.

## Eigenschaften
Dixons Methode besitzt bei optimaler Wahl der Größe der Faktorbasis eine Zeitkomplexität in {\displaystyle \operatorname {O} \left(\exp \left(2{\sqrt {2\ln N\ln \ln N}}\right)\right)} (siehe Landau-Symbole). Es ist das einzige Faktorbasis-Verfahren, für das man eine Zeitkomplexitäts-Schranke kennt, die nicht von Annahmen über die Glattheits-Eigenschaften der Werte bestimmter Polynome abhängt.
Es ist ein allgemeines Faktorisierungsverfahren, d. h., es kann auf nahezu alle zusammengesetzten {\displaystyle N} angewandt werden. Nur wenn {\displaystyle N} eine Primpotenz ist, also von der Form {\displaystyle N=p^{m}}, versagt das Verfahren. Dieser Fall kann aber leicht vorab geprüft werden.
Die Zeit zum Faktorisieren eines bestimmten {\displaystyle N} hängt nur von der Größe von {\displaystyle N} ab (mit einer gewissen Streuung), aber nicht von der Größe der enthaltenen Primfaktoren. Zum Auffinden kleiner Faktoren gibt es viel effizientere Verfahren, z. B. die Probedivision oder die Pollard-Rho-Methode. Diese sollten zunächst versucht werden, wenn {\displaystyle N} auch kleine Faktoren enthält oder enthalten könnte, um dann evtl. ein Faktorbasisverfahren wie Dixons Methode auf den unfaktorisierten Teil von {\displaystyle N} anzuwenden.

## Verbesserungen
Man kann die {\displaystyle a_{i}} auch zu {\displaystyle a_{i}=x_{i}^{2}-N} berechnen. Das ist etwas effizienter, weil die Subtraktion in der Regel schneller ist als die Modulo-Division.
Wichtiger ist aber, dass man dann die Primzahlen {\displaystyle p}, für die {\displaystyle N} kein quadratischer Rest modulo {\displaystyle p} ist, nicht in die Faktorbasis aufnehmen muss. Nur wenn es ein {\displaystyle x} gibt mit {\displaystyle x^{2}\equiv N{\pmod {p}}}, kann {\displaystyle a_{i}} durch {\displaystyle p} teilbar sein.
Außerdem ist es günstig, sich auf solche {\displaystyle x_{i}} zu beschränken, die in der Nähe von {\displaystyle {\sqrt {N}}} liegen und dadurch ein {\displaystyle a_{i}} mit relativ kleinem Betrag liefern, das mit höherer Wahrscheinlichkeit über der Faktorbasis vollständig zerfällt. Es können auch {\displaystyle x_{i}} verwendet werden, die kleiner als {\displaystyle {\sqrt {N}}} sind, wenn der Faktor {\displaystyle -1} in die Faktorbasis aufgenommen wird, um die negativen {\displaystyle a_{i}} darzustellen. Auch der Exponent von {\displaystyle -1} muss dann gerade sein, damit ein positives Produkt der {\displaystyle a_{i}} entsteht, d. h., der Faktor {\displaystyle -1} kann beim Ermitteln der Auswahl {\displaystyle M} genauso wie die Primfaktoren behandelt werden.
Die {\displaystyle a_{i}} können auch dann verwendet werden, wenn sie glatt sind bis auf einen einzigen Primfaktor größer {\displaystyle p_{k}}. Wenn nach dem Abdividieren der Faktoren {\displaystyle p_{1}} bis {\displaystyle p_{k}} ein Teil größer {\displaystyle 1} und kleiner {\displaystyle p_{k+1}^{2}} übrig ist, muss er prim sein, und {\displaystyle a_{i}} ist damit vollständig faktorisiert. Man erhält dadurch wesentlich mehr Kongruenzen, die man gemäß (4) kombinieren kann, bei unverändertem Aufwand für die Zerlegung der {\displaystyle a_{i}}. Die Bestimmung der Auswahl {\displaystyle M} wird dann allerdings komplizierter, denn es müssen auch die Zusatzfaktoren größer {\displaystyle p_{k}} im Produkt der {\displaystyle a_{i}} eine gerade Vielfachheit haben.
Eine weitere Möglichkeit ist es, von den {\displaystyle a_{i}} zunächst nur die kleinsten Primfaktoren {\displaystyle 2,\dotsc ,p_{r}} abzudividieren und dann diejenigen, deren unfaktorisierter Rest größer als eine geeignet gewählte Grenze ist, zu verwerfen, denn diese sind nur mit geringer Wahrscheinlichkeit {\displaystyle p_{k}}-glatt. Nur die übrigen werden anschließend auch durch {\displaystyle p_{r+1},\dotsc ,p_{k}} dividiert.
Es gibt auch effizientere Verfahren zur Bestimmung der Auswahl {\displaystyle M}, z. B. das Block-Lanczos-Verfahren, das die dünne Besetzung der Matrix {\displaystyle (e_{ij})} nutzt. Dadurch vermeidet man die kubische Komplexität (in {\displaystyle k}) der Gauß-Elimination.
Das Prinzip, Kongruenzen (3) zu sammeln und zu einer Lösung für (1) zu kombinieren, wird auch von anderen, effizienteren Faktorbasis-Verfahren genutzt, wie dem Quadratischen Sieb, dem Zahlkörpersieb und der Kettenbruchmethode. Diese unterscheiden sich im Wesentlichen nur in der Methode, wie sie Kongruenzen finden, die dann zu einer Kongruenz von Quadraten kombiniert werden. Einige der genannten Verbesserungen können bei diesen Verfahren ebenfalls angewandt werden. Dixons Methode könnte man hinsichtlich der Funktionsweise als Prototyp dieser Verfahren ansehen, auch wenn die Kettenbruchmethode als erste entwickelt wurde.